# 北永山車站
北永山車站（日语：／ Kita-nagayama eki */?）是由北海道旅客鐵道（JR北海道）所經營的鐵路車站，位於日本北海道旭川市永山町，為宗谷本線所屬的無人小站，因位於旭川市永山町的北方，故得名北永山站。本站自設立臨時車站開始已經是無人車站，一直都只是在月台上設置候車室。
本站屬於請願站，這是基於永山～比布站間超過8公里的路段皆沒有中途站設置，因此，當時的永山村、当麻村、比布村及東鷹栖村四個自治體向國鐵的札幌鐵道局及旭川鐵道管理局提出在途中設站的陳請。後來便在現地設立了臨時車站，並在建站後12年，終於昇格成為正式車站。

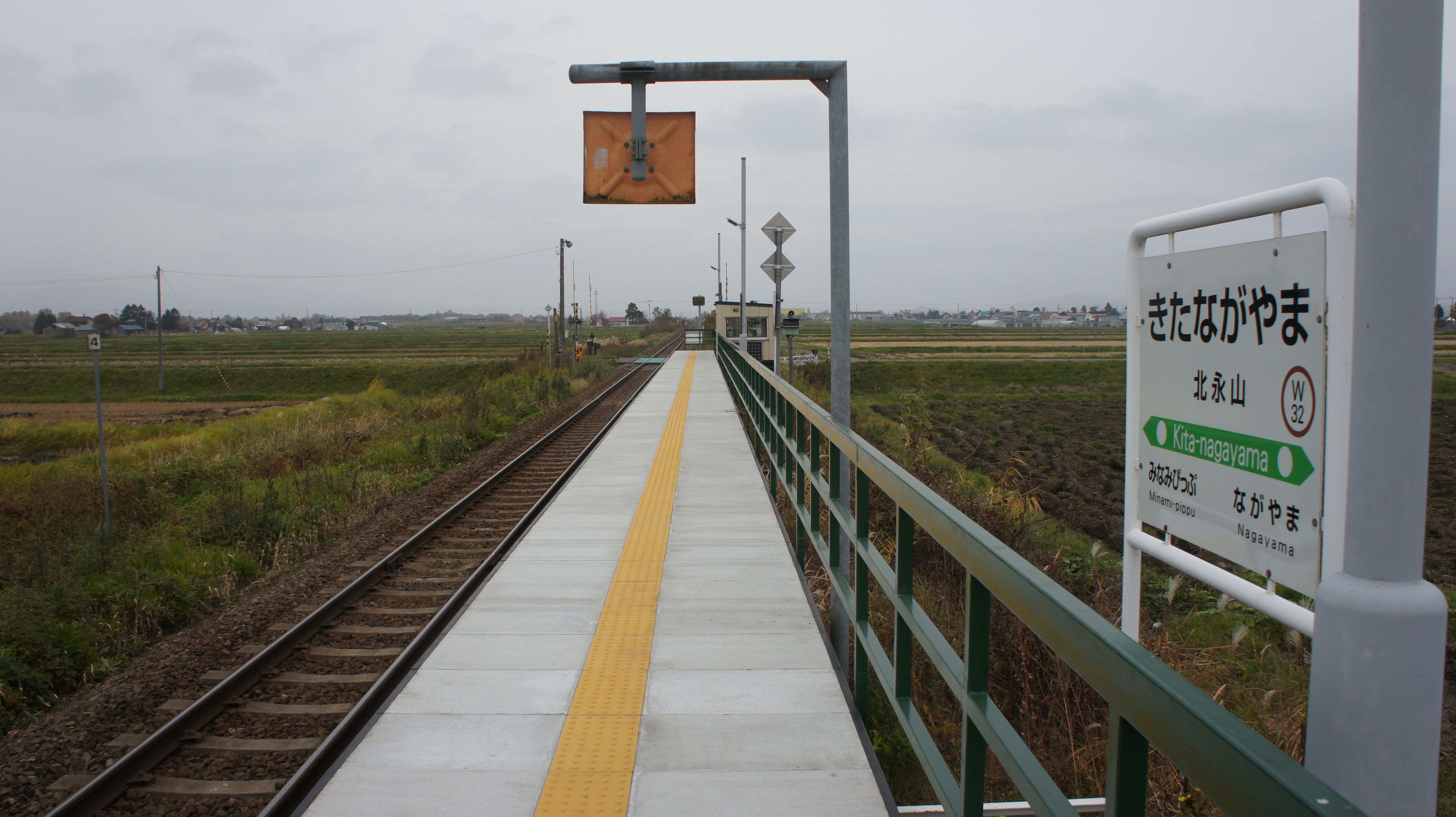
月台(2017年10月)

## 車站構造
本站自設立以來皆採用簡易車站模式，不設站房，1990年因應北海道旭川農業高等学校遷校而把車站向永山方向遷移約600米至現址。現時的月台採用鐵架所搭成，月台地面則為水泥版配上鋼版加固而成，出入口位於靠向名寄方的月台盡頭，只提供梯級上落，而在出入口附近則建有一座木製候車室，位於原來月台之外，靠向月台一方設有趟門，其餘三邊均設有偌大的玻璃趟窗，而向西南方的外牆上則裝有太陽能板。
至於候車室內則屬簡約佈置，只設有一張候車長櫈，除此以外並沒有其他配置。

## 月台
只設有側式月台1座，有效長度為約70米，有效長度為3輛。同樣採用簡約規模，除站牌外則沒有任何的月台設施。整個月台皆為露天式設計。列車靠站時,往旭川方向為左側上落；往名寄方向為右側上落。
| 路線      | 方向 | 目的地         |
| --------- | ---- | -------------- |
| ■宗谷本線 | 上行 | 旭川方向       |
| ■宗谷本線 | 下行 | 比布、名寄方向 |

## 歷史
- 1947年12月：以國有鐵道宗谷本線永山站與比布站之間新設立的北永山臨時乘降場開始營運。
- 1959年11月1日：升格為車站，名為北永山站。開始處理乘客業務。
- 1987年4月1日：國鐵分割民營化後，由JR北海道繼承業務。
- 1990年4月7日：車站搬遷（由永山2.7+2.7南比布改為永山2.1+3.3南比布）。

## 周邊
此站附近是農地，而月台亦可以眺望大雪山的山景。而車站的主要乘客為在附近高等學校上學的學生。
- 國道39號
- 北海道旭川農業高等學校（日语：北海道旭川農業高等学校）
- 永山新川（日语：永山新川）
- 道北巴士（日语：道北バス）「永山13丁目」車站

## 相鄰車站
北海道旅客鐵道（JR北海道）
■宗谷本線
■特急「宗谷」、「佐呂別」、□快速「名寄」
通過
■普通
永山（W31）－北永山（W32）－－比布（W34）

## 外部連結
- JR北海道 – 北永山車站（页面存档备份，存于）（日語）
- 全驛參觀之旅（页面存档备份，存于）（日語）